# Стингрей (танк)
Стингрей (англ. Stingray) — американский лёгкий танк, разработанный в 1983—1984 годах в инициативном порядке компанией «Кадиллак Гейдж Текстрон» (Cadillac Gage Textron) — на экспорт и для участия в программе перевооружения Армии США AGS (Armoured Gun System).
Единственным оператором танка Стингрей остаётся Королевская армия Таиланда.

## Модификации
- Stingray — базовая модель, первый предсерийный экземпляр изготовлен в августе 1984 года. В 1987 году началось производство 106 серийных танков для Таиланда, общая стоимость контракта составила около 150 млн долларов[1].
- Stingray II — первый экземпляр изготовлен в конце 1996 года. Боевая масса 22,6 тонн. Модернизирован двигатель (мощность возросла до 550 л.с.), установлен лазерный дальномер, однако боекомплект орудия уменьшен до 32 снарядов[3].

## Конструкция

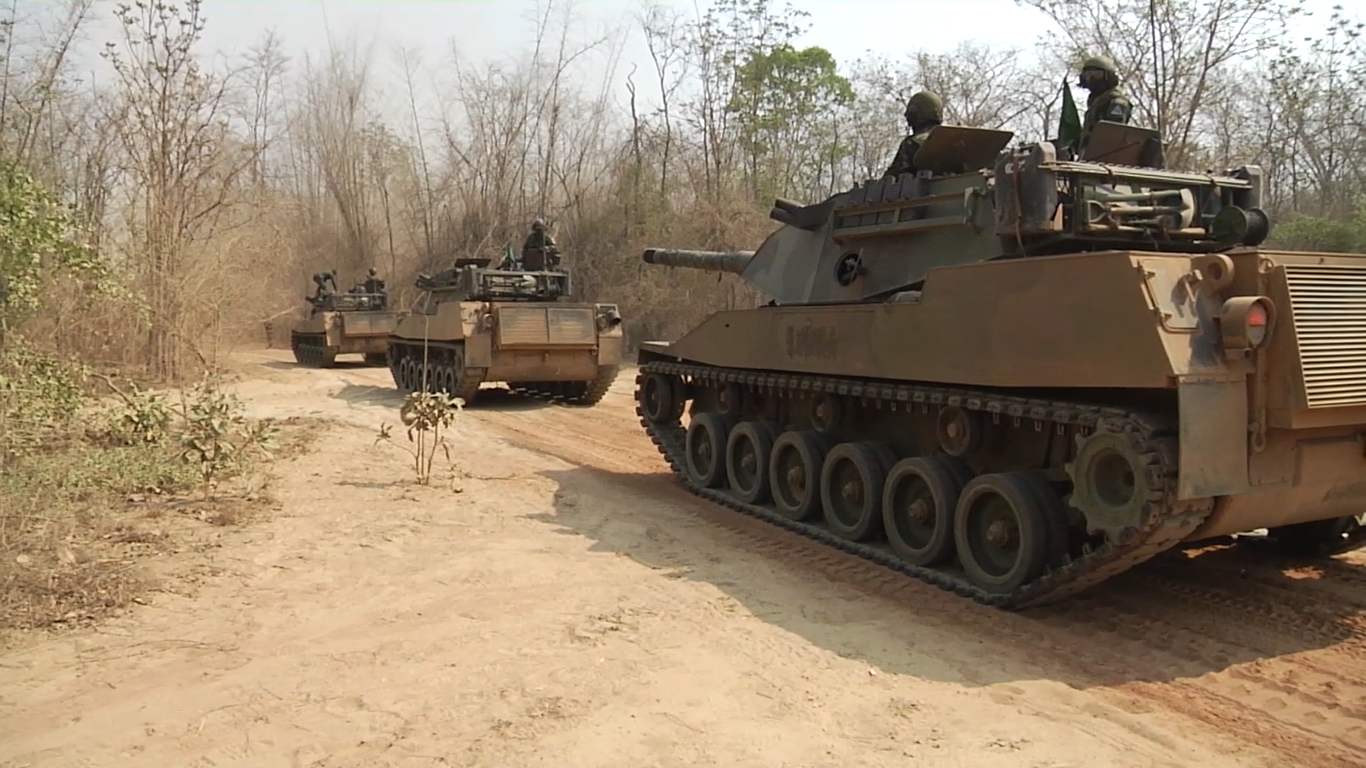
Задняя часть танка

В конструкции танка были широко использованы узлы и детали, заимствованные у ранее разработанных и уже состоящих на вооружении образцов бронетехники, что позволило сократить сроки и уменьшить стоимость разработки боевой машины.

### Броневой корпус и башня
Танк имеет классическую компоновку, с расположением отделения управления в передней части корпуса, боевого — в средней и моторно-трансмиссионного отделения в кормовой части. Корпус танка сварной, изготовлен из листов броневой стали высокой твёрдости типа «Кэдлой» (Cadloy). Лобовые листы корпуса расположены под большими углами наклона.
Бронирование корпуса обеспечивает круговую защиту от 7,62-мм бронебойных пуль и осколков снарядов. Фронтальная проекция может противостоять обстрелу 14,5-мм бронебойными пулями.
Механик-водитель располагается по центру машины в передней части корпуса. В крышку люка механика-водителя вмонтированы три перископа, обеспечивающие поле зрения 120 градусов. Центральный перископ может быть заменён прибором ночного видения.
Трёхместная башня танка сварная, изготовлена из стальной брони и обеспечивает тот же уровень защиты, что и броня корпуса. Конструкция башни предусматривает возможность её установки на танк M41, бронемашину V-600 и другие шасси производства компании «Cadillac Gage» массой более 13 тонн. Применение плоских плит в конструкции башни позволяет в дальнейшем усилить броневую защиту без значительной переделки.
Командир располагается в башне справа, наводчик сидит впереди и ниже, заряжающий — слева от пушки. Наводчик имеет комбинированный прицел M36E1 фирмы «Оптик-электроник», вмонтированный в крышу башни. Вместо него может быть установлен комбинированный прицел M36E1 IPE с лазерным дальномером или тепловизором. Командир имеет комбинированный прицел и семь перископических приборов наблюдения.
Поворот башни и подъём ствола пушки осуществляются при помощи электрогидравлической системы с дублирующим ручным приводом. Башня может поворачиваться на 360 градусов со скоростью 40 градусов в секунду.

### Вооружение
Основным вооружением танка является 105-мм нарезное орудие L7A3 (модернизированный вариант орудия танка M1 Abrams, оснащённое дульным тормозом, новыми противооткатными устройствами и люлькой и изменённым эжектором — все это позволило вдвое снизить силу отката, действующую на цапфы при выстреле).
В качестве вспомогательного вооружения на танке установлены спаренный с пушкой 7,62-мм пулемёт, а также крупнокалиберный 12,7-мм зенитный пулемёт M2HB. По бокам башни установлены блоки из четырёх дымовых гранатомётов с электроприводом.
Боекомплект составляет 30 штук 105-мм снарядов, 2400 штук 7,62-мм патронов и 1100 штук 12,7-мм патронов, а также 16 дымовых гранат.

### Прицельные приспособления
Система управления огнём итальянской фирмы «Маркони» кроме прицелов включает пульт управления командира, датчики скорости бокового ветра и угла наклона цапф пушки, баллистический вычислитель, привод подъёмно-поворотного механизма пушки и башни. Характерной особенностью является встроенное тренажёрное устройство, в котором вычислитель может синтезировать в поле зрения прицела изображения целей, позволяя проводить обучение наводчиков.
На танке установлена стандартная фильтровентиляционная установка M13A1. По требованию заказчика на танке могут быть установлены радиостанции различных моделей, внутрипереговорное устройство, навигационная аппаратура, система дымопуска.

### Двигатель и трансмиссия
В МТО танка поперечно установлен 8-цилиндровый дизель 8V-92TA компании Detroit Diesel мощностью 535 л.с. Он связан с автоматической трансмиссией XGT-411-2A «Аллисон». С целью снизить теплоизлучение силовой установки выхлопные газы двигателя смешиваются с потоком воздуха от системы охлаждения в выхлопном коллекторе, который установлен в кормовой части машины.

### Ходовая часть
Подвеска индивидуальная торсионного типа, создана на базе подвески 155-мм самоходной гаубицы M109 и состоит из шести обрезиненных сдвоенных опорных катков, трёх поддерживающих роликов (от лёгкого танка M41), ведущего колеса (в кормовой части) и направляющего колеса (впереди корпуса). На первом, втором и шестом опорных катках установлены гидроамортизаторы.
Гусеницы двухпальцевые с резиновыми накладными подушками, шириной 380 мм.